# Силицид плутония
Силицид плутония — бинарное неорганическое соединение
плутония и кремния
с формулой PuSi,
серые кристаллы.

## Получение
- Реакция диоксида плутония и карбида кремния:

{\displaystyle {\mathsf {PuO_{2}+SiC\ {\xrightarrow {T}}\ PuSi+CO_{2}\uparrow }}}
- Реакция трифторида плутония с кремнием:

{\displaystyle {\mathsf {4PuF_{3}+7Si\ {\xrightarrow {T}}\ 4PuSi+3SiF_{4}}}}

## Физические свойства
Силицид плутония образует серые кристаллы
ромбической сингонии,
пространственная группа P nma,
параметры ячейки a = 0,7933 нм, b = 0,3847 нм, c = 0,5727 нм, Z = 4,
структура типа TiSi.
При температуре 72 К в силициде плутония происходит ферромагнитный переход
.